# Georges de Scudéry
Pour les articles homonymes, voir Scudéry.
Georges de Scudéry, né le 22 août 1601 au Havre et mort le 14 mai 1667 à Paris, est un romancier, dramaturge et poète français.

## Biographie de Georges de Scudéry
Il venait d’une famille noble provençale d’Apt qui se prétendait d’origine sicilienne. Son aïeul et son père ayant suivi la carrière des armes, et celui-ci avait rempli la charge de lieutenant du roi au Havre. Il est resté orphelin et presque sans fortune, vers l’âge de douze ans. Sa sœur Madeleine fut recueillie par un riche oncle.
Après avoir achevé ses études, il fit partie de l’armée du duc de Savoie puis de Louis XIII, et se signala, à l’en croire, sur terre et sur mer. À l’âge de trente ans, il commande le régiment de Scudéry. Il quitta l’état militaire pour se livrer tout entier à la littérature. Pendant un séjour qu’il fit dans le Midi, il avait connu le poète Théophile de Viau : en 1632, il publia une édition de ses Œuvres, avec une préface pleine de rodomontades, où il prend sa défense contre ses ennemis.
Dès ses premiers écrits, Scudéry se révéla comme un matamore littéraire, d’une vanité puérile et d’une réjouissante outrecuidance, qui fait sans cesse allusion à la noblesse de sa maison, à ses exploits militaires, et se pose sans cesse en gentilhomme et en capitaine qui déroge en consentant à écrire : « S’il se rencontre quelque extravagant, dit-il dans la préface de Théophile, qui juge que j’offence sa gloire imaginaire, pour luy montrer que je le crains autant comme je l’estime, je veux qu’il sçache que je m’apelle — De Scudéry. »
Dans la préface de Lygdamon et Lydias, son premier ouvrage dramatique, il écrit : « Ces vers que je t’offre sont, sinon bien faits, au moins composez avec peu de peine […] J’ay passé plus d’années parmy les armes que dans mon cabinet, et beaucoup plus usé de meche en harquehuse qu’en chandelle, de sorte que je sçay mieux ranger les soldats que les paroles, et mieux quarrer les bataillons que les périodes. »
Ce ton avantageux et soldatesque, cette présomption de Scudéry, jointe à cette fertilité ont été cruellement raillés par Nicolas Boileau dans des vers célèbres :
Bienheureux Scudéri, dont la fertile plume
Peut tous les mois sans peine enfanter un volume!
Tes écrits, il est vrai, sans art et languissants,
Semblent être formés en dépit du bon sens; […]
Et quand la rime enfin se trouve au bout des vers,
Qu’importe que le reste y soit mis de travers !
En effet, le besoin, ainsi que les succès qu’il obtenait, le poussèrent à une production incessante, surtout pour le théâtre.
Il avait soin de dédier ses œuvres aux personnages les plus considérables, particulièrement à Richelieu. Ce fut lui qui donna le signal de la levée de boucliers contre Corneille après la représentation du Cid. Bien que lié d’amitié avec le poète, il publia, sous le voile de l’anonyme, des Observations (1637), auxquelles Corneille répondit par l’Examen à Ariste, puis par une Lettre apologétique.
Piqué au vif, Scudéry provoqua, dans sa Lettre à l’illustre Académie, l’examen de la tragédie attaquée à ce corps savant. Non content d’avoir réussi dans son projet, il essaya d’opposer au Cid une de ses propres pièces, l’Amour tyrannique, et son ami Sarrasin supplia vainement l’Académie de prouver que c’était le chef-d’œuvre de la scène française.
Il bénéficiera longtemps de la protection du cardinal de Richelieu et, après la disparition du ministre, il adopte une prudente neutralité à l’égard du cardinal Mazarin, qui le nomme gouverneur du fort de Notre-Dame-de-la-Garde, forteresse située près de Marseille (1644-1647) et lui confère un brevet de capitaine des galères, charge purement honorifique quoique lucrative. Il partit pour son poste avec sa sœur cadette Madeleine, et n’eut rien de plus pressé que de chanter sa forteresse en vers ampoulés, qui contrastent singulièrement avec la description railleuse qu’en firent Chapelle et Bachaumont. Mais il la quitta quelques années plus tard, faute de ressources suffisantes pour entretenir et payer ses soldats. Son recueil poétique Le Cabinet de M. de Scudéry (Paris : A. Courbé, 1646), qui décrit une collection imaginaire de tableaux, dessins et gravures, date de ces années marseillaises et présente son auteur comme un grand amateur d’art et un véritable précurseur de la critique d’art.
Revenu à Paris, au moment de la Fronde, il s’attacha au parti du Grand Condé et fut exilé en Normandie. Il publia des Poésies diverses (Paris, 1649, in-4°), puis à la mort de Vaugelas, il parvint, grâce à ses protecteurs, à se faire élire à l’Académie, en 1650.
C’est surtout à partir de ce moment que parurent sous son nom ces grands romans qui firent les délices des ruelles et lui valurent la meilleure part de sa réputation, bien que ces romans aient été, en réalité, écrits par sa sœur Madeleine, et qu’il n’y fût lui-même que pour fort peu de chose. Mais, cela ne le dérangeait pas outre mesure de s’attribuer les travaux de sa sœur.
Fixé à Rouen, il épousa, en 1655, la riche Marie-Madeleine (ou Marie-Françoise) de Martinvast (1631-1712), belle personne et d’esprit distingué, qui entretiendra une longue correspondance avec Roger de Bussy-Rabutin. Ce fut alors qu’il publia le poème d’Alaric (Paris, 1654, in-fol. ou 1656, in-12).
La reine Christine lui avait promis pour la dédicace du livre une chaîne d’or de mille pistoles, mais elle lui demanda de rayer les vers où il parlait du comte de La Gardie, qui était tombé dans sa disgrâce : « Quand la chaine d’or, répondit Scudery, serait aussi grosse que celle dont il est question dans l’histoire des Incas, je ne détruirai jamais l’autel où j’ai sacrifié. »
Sa pauvreté le força d’aller passer plusieurs années en Normandie. Il finit par obtenir du roi une pension de quatre cents écus, par l’intermédiaire du duc de Saint-Aignan, qui voulut, avec Mlle de Montpensier, présenter son premier enfant au baptême, en 1662. Sur la fin de sa vie, Scudery devint dévot et mourut d’apoplexie, à l’âge de soixante-six ans, et fut enterré à Saint-Nicolas des Champs.

## Œuvres
Romans écrits en collaboration avec sa sœur
- Ibrahim ou l’Illustre Bassa (1641) (repris au théâtre en tragi-comédie en 1643 par Georges)[4]
- Artamène ou le Grand Cyrus (10 volumes, 1649-1653)
- Clélie, histoire romaine (10 volumes, 1654-1660)
- Almahide (8 volumes, 1660-1663)

Théâtre
- Annibal (1631)
- Ligdamon et Lidias ou la ressemblance, tragi-comédie, Paris, F. Targa, 1631, 264 p. (OCLC 504524019, BNF 31341750, lire en ligne)
- Le Trompeur Puny, ou L'Histoire Septentrionale: tragi-comédie., Paris, A. de Sommaville, 1633, 168 p. (OCLC 504594961, BNF 31341761)
- La comédie des comédiens, poème de nouvelle invention, Paris, A. Courbé, 1635, 108 p. (OCLC 763226627, BNF 31341740, lire en ligne)
- Le Vassal généreux (1635)
- Orante, tragi-comédie, Paris, A. Courbé, 1636, 120 p. (OCLC 829612458, BNF 36039845, lire en ligne)
- le Fils supposé (1636)
- La mort de césar, tragédie, Paris, A. Courbé, 1637, 86 p. (OCLC 459209957, BNF 31341752, lire en ligne)
- Le prince déguisé, tragédie, Paris, A. Courbé, 1636, 116 p. (OCLC 474332990, BNF 31341757, lire en ligne)
- Didon (1637)
- L'amour tyrannique : tragi-comédie, Paris, A. Courbé, 1640, 112 p. (OCLC 763194550, BNF 36044190, lire en ligne)
- L'amant libéral, tragi-comédie, Paris, A. Courbé, 1638, 131 p. (OCLC 763283471, BNF 31341721, lire en ligne)
- Eudoxe , tragi-comédie, Paris, A. Courbé, 1641, 124 p. (OCLC 944778067, BNF 31341744, lire en ligne)
- Andromire, tragi-comédie, Paris, A. de Sommaville, 1641, 128 p. (OCLC 474333003, BNF 31341735, lire en ligne)
- Ibrahim ou l’Illustre Bassa (1642), tirée du roman éponyme
- Arminius (1643)
- Axiane (1643)

Autres
- Observations sur « Le Cid » (1637)
- Preuve de passages allégués dans les « Observations sur « Le Cid » (1637)
- Le Cabinet de M. de Scudéry, Gouverneur de Nostre Dame de La Garde, A. Courbé (Paris, 1646) en ligne sur Gallica
- Poésies diverses : dédiées a Monseigneur le Duc de Richelieu, A. Courbé (Paris, 1649) en ligne sur Gallica
- Alaric ou Rome vaincue, poème héroïque, Paris, A. Courbé, 1654, 426 p. (OCLC 763208017, BNF 31341777, lire en ligne)